# Banzájroham

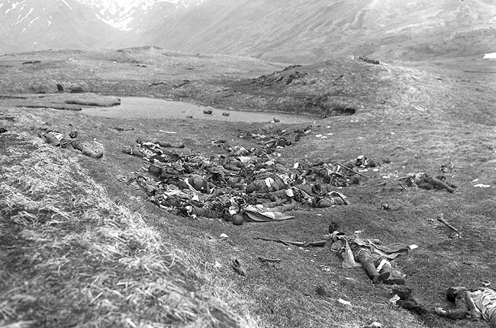
Halott japán katonák az attui csata során indított egyik banzájroham után, 1943. május 29-én

A banzájroham a Japán Császári Hadsereg által alkalmazott taktika volt a második világháborúban. Nevét a szövetségesektől kapta, a támadás alatt gyakran felhangzó banzáj (ばんざい, ’tízezer év’) csatakiáltás alapján. Japánban ezzel szemben a gjokuszai (玉砕, ’törött jáde’) kifejezés terjedt el, amely a propaganda eufemisztikus kifejezése volt az öngyilkos támadásokra. A banzájrohamot a japánok öngyilkos rohamként indították, amelynek a célja az volt, hogy elkerüljék a Busidó alapján nagy szégyennek számító hadifogságba esést.
A támadást igen rosszul viselték a védekező szövetséges katonák, sokan közülük rettegtek tőle. A csendes-óceáni hadszíntér legtöbb megtámadott szigetén sor került a rohamra, általában a partraszállást követő éjszakán. A tisztek katanáikkal vezették rohamra katonáikat, akik szuronyokat és kézigránátokat használva (előbbit gyakran bot végére kötözték, hogy mint lándzsát használják), rendezetlen tömegben támadták meg az ellenséges állásokat. Egy-egy ilyen támadás után a japánok jelentős élőerőt veszítettek, amelynek következtében ellenállásukat ezután hamar letörték.
Az első öngyilkos rohammal 1943. május 11-én éjjel kellett szembenézniük az amerikaiaknak az Aleut-szigeteki Attun. Az 1944. július 7-én hajnalban indult, legszörnyűbb banzájtámadásra Saipan szigetén került sor, eredménye 4300 japán és 450 amerikai halott volt, itt esett el Pearl Harbor hőse, Nagumo Csúicsi ellentengernagy is: a japán sebesültek kézigránáttal robbantották fel magukat, vagy a tisztjük fejezte le őket, asszonyok és gyerekek vetették magukat tömegesen a tengerbe a három napon át tartó apokalipszisben – egyesek szerint a Maszada eleste óta nem volt ily mérvű fanatikus, kollektív öngyilkosság.
A taktikával először az Ivo Dzsima-i csatában szakított Kuribajasi Tadamicsi altábornagy, aki hosszú védekezésre rendezkedett be, és megtiltotta katonáinak az öngyilkos támadásokat. Ám csapatainak végső kimerülése után katonái élén ő is öngyilkos támadást vezetett, amelyben életét vesztette. Ez azonban nem tekinthető hagyományos banzájrohamnak, ugyanis a japán katonák csendben közelítették meg az amerikai állásokat a minél nagyobb károkozás érdekében.